# Aconitum iochanicum
Aconitum iochanicum là một loài thực vật có hoa trong họ Mao lương. Loài này được Ulbr. mô tả khoa học đầu tiên năm 1913.